# Dieter Gieseler
Dieter Gieseler (n. 10 ianuarie 1941, Münster, Germania – d. 8 februarie 2008, Amelunxen⁠(d), Renania de Nord-Westfalia, Germania) a fost un ciclist de performanță ce a reprezentat Germania, medaliat olimpic. A participat la o ediție a Jocurilor Olimpice (1960) în care a câștigat o medalie de argint.

## Participări
Lista de mai jos prezintă principalele competiții la care a participat Dieter Gieseler de-a lungul carierei.
- Ciclismo ai Giochi della XVII Olimpiade - Chilometro a cronometro[*]